# 沖ドキ!
沖ドキ!（おきドキ）は、2014年8月よりアクロスが開発し、ユニバーサルエンターテインメントが販売する、5号機のパチスロ機。以降に発売された後継機についても記述する。

## 概要
本機は完全告知の沖スロとなっており、純増枚数約3.0枚のAT機で、アクセルATを搭載している。擬似ボーナス(AT)で出玉を増やす仕様である。シンプルで分かりやすいゲームシステム、アクセルAT特有の吸い込みと出玉性能により人気機種となった。
パネル違いの「ラブリーガールver.」、「バカンスver.」も販売され、それぞれに25パイ、30パイ仕様があるため全部で6バリエーション存在する。2014年6月23日から29日までの1週間限定で新潟県のホールでロケテストが行われ、正式導入する運びとなった。
ニフティが運営するパチンコ・パチスロ情報サイト「777@nifty」など4サイトが主催する「パチンコ・パチスロAWARD2014」において、パチスロ部門のMIP賞を受賞している。
本機は2020年5月末（東京都は6月1日）で撤去する予定であったが、警察庁は新型コロナウイルス発生を受けて、2020年5月20日に「遊技機の認定及び型式の検定等に関する規則」の改正附則を公布・施行した。本機は高射幸性遊技機に該当する「特定遊技機」以外の機種とされたことにより、2020年5月20日時点の設置台数の15％を目途に毎月撤去することを条件に、2021年1月11日まで設置することが可能になった。
ただし、2020年5月19日以前に検定が切れた都道府県については、福井県、和歌山県、岡山県、香川県では25パイ専用機と30パイ専用機の両方、青森県、秋田県、神奈川県、長野県、石川県、高知県では25パイ専用機のみ、山形県、滋賀県、島根県、愛媛県では30パイ専用機のみ、当初の予定通り撤去された。

## ゲームフロー
通常時は毎ゲームボーナス抽選を行っており、筐体上部のハイビスカスランプが点灯すればボーナス確定となる。また、遅れ発生やリーチ目等の特定条件を満たした場合は、次のゲームでハイビスカスランプが点灯する。ボーナス終了後、天国モードに滞在していると32ゲーム以内にボーナスが連チャンする。
ボーナスゲームについては、びっぐぼーなすは70ゲーム、れぎゅらーぼーなすは30ゲーム。ボーナス中は「カナちゃんランプ」が点灯すればびっぐぼーなすの1G連が確定。また、カナちゃんランプと同時に「超ドキドキランプ」も点灯すれば、びっぐぼーなすの1G連+高ループ継続率が濃厚となるが、ボーナス終了後に1G連否定（ボーナス終了後にカナちゃんランプが消灯する）した場合は次回32G以内のびっぐぼーなすが2回当選+高ループ継続率が確定する。さらに、ハイビスカス点灯時に超ドキドキランプが点灯すれば超ドキドキモード滞在の高モードに期待できる。
設定変更時は約1/3の確率で早いゲーム数で当選しやすいチャンスモードに突入し、リセット後200G以内で当選しなかった場合は通常Aがほぼ確定、チャンスモード滞在時の当選後の32G以内に当選しなかった場合は通常Bが確定する。
本機は設定看破が非常に難しく、奇数偶数による設定差があり、奇数設定では天国に入りにくいが連チャン時の継続率が高く、偶数設定では天国に入りやすいが連チャン時の継続率が低くなっている。

## 後継機

### 沖ドキ!トロピカル
本機は初代『沖ドキ!』のスピンオフ作品にあたる。高ベースAT機で純増枚数約3.0枚。25パイ専用機と30パイ専用機の2種類。
2014年9月の型式試験方式変更に伴い、通常時の変則打ちが可能となり、コイン持ちが良くなったことで1000円あたりの回転数が増加。それに伴って天井ゲーム数が1200Gに延長された。
本作ではリールのスイカ等のデザインが変更、右側のランプがハナちゃんランプに変更、ナビ音声が南野カナ役の竹達彩奈から南野ハナ役の上坂すみれに変更、リールアクションが新規追加、ナビ管理がサブ基盤からメイン基盤に変更されている。
また、ゲームシステムが前作から大きく変更され、当選がれぎゅらーぼーなす主体になり、天国準備モード滞在時のびっぐぼーなす当選が連チャンの鍵を握るゲームシステムになっている。
ボーナス終了後の引き戻しについては、シリーズ共通で最大32Gとなっているが、『沖ドキ!』では数ゲームから十数ゲーム前後で引き戻すのに対して、ベースが高い『沖ドキ!トロピカル』では引き戻すまでに最大32Gまでかかる仕様となっている。
新たに天国準備モードが追加され、れぎゅらーぼーなす終了後に上部のパネルフラッシュ点灯で通常B以上が確定し、れぎゅらーぼーなす終了後の32G以内に当選しなかった場合は天国準備か通常Bのいずれかが確定する。通常時に天国準備モード滞在で当選した場合は必ずびっぐぼーなす＋次回天国モードが確定する。なお、本作では通常時のモードが前作と比べて昇格しにくい仕様となっているため、スイカ役経由での当選時は約1/4の確率でびっぐぼーなす+次回天国モードが当選する救済措置を用意している。
本作ではハナちゃんランプが点灯すれば、びっぐぼーなすの1G連＋次回天国モードが確定し、天国モード以上からのモード転落時は200G以内での当選が確定する引き戻しモードを経由するため、前作で見られた1G連後の通常A転落というリスクがある程度は回避された。
前作とは大きく異なるゲームシステムを採用したにもかかわらず、メーカーのプロモーションや営業の売り込みがユーザーやホールに誤解を招いたことに加えて、前作『沖ドキ!』と同じような低設定運用を行なってきたホールが非常に多かったことが災いし、導入当初からユーザーの支持は得られなかった。しかしながら、前作に匹敵する出玉性能とトロピカル独自のゲームシステムの完成度の高さが一部のユーザーには評価され、2022年1月末までの完全撤去までは一部の店舗で稼働した。

### 沖ドキ!パラダイス
本機は『沖ドキ!トロピカル』のスペック違いの機種で、高ベースAT機にあたる。純増枚数約3.0枚。25パイ専用機と30パイ専用機の2種類。
前作よりも初当たり確率が軽くなり、ボーナス獲得枚数が減少し、天井ゲーム数が700Gに短縮したことによりマイルドな仕様となっている。
ゲームシステムは前作『沖ドキ!トロピカル』と同じ。ボーナス時の獲得枚数の減少により、本作の引き戻しは前作と比べて早いゲーム数で当選しやすくなっている。

### 沖ドキ!バケーション
シリーズ初の5.9号機であり、Aタイプ機である。25パイ専用機と30パイ専用機の2種類。
『沖ドキ!トロピカル』と『沖ドキ!パラダイス』の欠点だったレギュラーボーナスの偏りを解消しつつも、ART機特有のART開始前の準備時間を解消するためにAタイプ機の仕様となっている。
擬似的な連チャン性能を再現するために、びっぐぼーなす終了後32G以内の引き戻しゾーンである「ドキドキゾーン」を採用している。れぎゅらーぼーなす当選時は引き戻しゾーンはないが、ドキドキゾーンでのカナちゃんランプ点灯時のれぎゅらーぼーなす当選時のみ、ボーナス終了後のドキドキゾーンの継続が確定する。

### 沖ドキ!2
シリーズ初の6号機のAT機である。30パイ専用機のみ。初代『沖ドキ!』の正統後継機にあたる。純増枚数が4.0枚に増加。
コイン持ちが他の6号機とほぼ同じ高ベースとなり、初代と比べて約2倍のコイン持ちでありながらも初代とほぼ同じ天井ゲーム数と獲得枚数を引き継いでいる。また、『沖ドキ!トロピカル』と『沖ドキ!パラダイス』の欠点だったれぎゅらーぼーなすの偏りも解消している。その反面、高ベース化により初当たり確率が重くなっている。
本作のモードは通常A、通常B、天国準備、天国、ドキドキ、超ドキドキ、保証、チャンスに加えて、新たに天国非移行時に滞在する終了モードが追加。前作では通常時のモードは天国以上でなければ転落しないシステムであったが、本作では天国以上のモード以外は終了モードへ移行し、移行後32G経過で有利区間が終了して非有利区間移行時に通常時のモードを再抽選するため、本作では通常Bから終了モードを経て通常Aに転落するといったケースが発生するようになった。なお、非有利区間移行時に再抽選したモードは次のボーナスが当選するまでは転落しない。
有利区間の概念の関係で、通常時のモード転落が追加されたようなかたちとなったため、本作では新たにモードを示唆する点灯パターンが追加され、投入ランプが黄色に点灯すると通常B以上示唆となっている。ボーナス終了後32Gまでは投入ランプは黄色で、有利区間終了後に通常の点灯パターンとなるが、32G以降も投入ランプが黄色のままだと天国準備滞在が濃厚となる。また、リールサイドランプの色点灯示唆も追加され、通常時は白だが、投入ランプが黄色に点灯する度にリールサイドランプが青、黄色、といった具合に変化する。
歴代シリーズ同様にボーナス終了後の減算区間は本作でも健在であるが、終了モード移行時はボーナス終了後32G経過で有利区間が終了する。また、本作は純増4枚のため、終了モード時は確定役を除いたボーナスを抽選しない無抽選区間を兼ねている。
本作でもカナちゃんランプ点灯でびっぐぼーなすの1G連が確定するが、点灯時に新曲が流れた場合はびっぐぼーなすの1G連+1回以上のボーナスが確定。超ドキドキランプ点灯時は、有利区間完走に期待できるボーナスの高ループモードとなる。

### 沖ドキ!DUO
シリーズ初の6.2号機のAT機。純増枚数約4.0枚。25パイ専用機と30パイ専用機の2種類。『沖ドキ!2』の後継機にあたるが、旧作トロピカルやパラダイスとは異なるスピンオフ作品にあたる。本作よりユニメモに初対応。
2020年10月の型式試験方式変更に伴い、初代『沖ドキ!』と同様に通常時は左打ち固定となり、変則打ちによるペナルティが復活。これにより、1000円あたりのベースが下がったことで、前作『沖ドキ!2』と比べて初当たり確率が改善されており、天井ゲーム数が800Gに短縮されている。また、有利区間ゲーム数が最大3000Gへの延長に伴いモード滞在の概念が復活。
本作のモードはチャンス、通常A、通常B、天国準備、天国、ドキドキ、超ドキドキ、保証に加えて、新たに特殊とドキドキ準備が追加され、前作のモード転落の元凶となっていた終了モードは終了準備に刷新された。
本作では初代のモード滞在システムを再現するため、『バジリスク絆2』のシナリオテーブルを改良した「モードテーブル」を採用している。通常時は設定変更後または有利区間再突入時に選ばれたモードテーブルを天国以上に移行するまで参照しながら進行していく。ボーナス初当たり時は滞在しているモードと設定、初当たり契機に応じて天国以上への移行抽選を行い、移行抽選に漏れた際はテーブルを参照して次のモードに移行していく。チャンスモードは有利区間突入後の1回目または2回目に移行する可能性があり、初代と比べて滞在機会および天国移行期待度が改善された。その代わりに、チャンスモードから通常Aへ移行するようになった。また、いずれのモードテーブルも有利区間突入後に、一度通常Bに移行すれば以降は天国以上へ移行するまで通常B以上の滞在が確定するようになっている。更に、最大でも6回目のボーナス終了後は天国以上への移行に漏れても、天国準備もしくはドキドキ準備へ移行するため、7回目のボーナス当選で天国以上移行確定となる。加えて、ボーナス間のゲーム数天井とは別に有利区間ゲーム数天井も採用しており、有利区間約2000ゲーム消化でボーナス当選と天国以上の移行が確定する。天国以上のモードから終了準備に転落した場合は、ボーナス終了後の32G消化またはドキハナチャンス非当選で有利区間が終了し、通常区間を経て有利区間再突入時にモードテーブルが再抽選される。
本作は筐体上部にミニ液晶とシーちゃん&サー君ランプが新たに搭載され、シーちゃん&サー君ランプはモードテーブルを示唆する。筐体左側は投入ランプからハナちゃんランプに変更。また、ハイビスカスランプ以外でのモード示唆が前作『沖ドキ！2』から大幅に変更されている。
新たにボーナス終了後32G目の一部で突入する1G限定のボーナス抽選をする「ドキハナチャンス」が追加。天国以上ないし保証モード滞在時の32G以内でのボーナス非当選時、終了準備の一部で突入する。レア子役またはランプ点灯で成功し、成功時はボーナス+次回天国モード以上が確定する。
本作の擬似ボーナスは、規定ゲーム数からベルナビ9枚役の規定回数払い出しに変更。びっぐぼーなすはベルナビ35回払い出しで終了、れぎゅらーぼーなすはベルナビ10回払い出しで終了する。小役の取りこぼし、押し順のミスがなければびっぐぼーなすは210枚、れぎゅらーぼーなすは60枚の獲得となる。また、カナちゃんランプとハナちゃんランプの恩恵や効果音等は過去作を踏襲しており、ボーナス中のナビは南野カナ役の竹達彩奈が担当するが、ハナちゃんランプ点灯後と「ドキハナチャンス」及び成功後のボーナス中は、南野ハナ役の上坂すみれがナビを担当し、過去作『沖ドキ！トロピカル』や『沖ドキ！パラダイス』の効果音が使われている。さらに、本作ではシリーズ初のエンディングを用意。有利区間完走濃厚時にエンディングへ突入し、エンディング消化で有利区間が完走する。過去作では超ドキドキランプ点灯時のボーナスがエンディング扱いだったが、本作では超ドキドキランプ点灯条件を満たしても、ユニメモにはエンディング到達としてカウントされなくなっている。
本作では、過去作の楽曲に加えて、ドキハナチャンス成功後に流れる新曲（上坂すみれが歌う新曲と竹達彩奈と上坂すみれが歌うデュオの新曲）が追加され、超ドキドキランプ点灯時の楽曲は2人のデュオ曲に変更されている。

### 沖ドキ！GOLD
シリーズ初の6.5号機のAT機。純増枚数約3.0枚。25パイ専用機と30パイ専用機の2種類。2022年12月登場。『沖ドキ!DUO』の後継機にあたるが、初代『沖ドキ!』の仕様を6.5号機に最適化されたマイナーアップデート版の機種にあたる。
本作はコンプリート機能を搭載しており、リセット後規定差枚数到達で打ち止めとなる。また、シリーズ初の設定Lを搭載し、設定4が非搭載となる。本作ではエンディングは廃止されている。
基本的なゲームシステムや天井ゲーム数、BGM等は初代を踏襲しているが、本作では天国モード移行率が低下しており、設定変更時と有利区間再突入時に通常Aと通常Bの一部で天井ゲーム数が短縮される救済措置が用意され、金ドキモードが搭載されている。
新たに搭載された金ドキモードは、保証モードまたは非有利区間から突入することがあり、突入した時点で32G以内でのボーナス当選+次回天国以上が確定する。
本作では有利区間システムが変更されており、
- 保証モードでのぼーなす終了後、有利区間完走時、差枚数2400枚獲得直前のぼーなす終了後、有利区間天井到達時のぼーなす終了後のいずれかで有利区間が終了する。
- モード抽選は有利区間突入時に行われるが、モードB滞在状態で有利区間が終了することはないため、モードBからモードAへ転落することはない。[要出典]

本作での設定Lは下パネルが常時消灯するので見た目での判別は容易であるが、設定L変更時の一部で下パネルが常時点灯となるため注意が必要。設定Lの判別要素として、確定役無抽選、ドキドキモード以上と金ドキモードの無抽選の他、有利区間ゲーム数天井到達時のボーナス終了後に天国モード以上非経由で有利区間が終了し、有利区間再突入時に救済措置の金ドキモードを否定した場合は設定Lが確定する。
その他の隠し要素としてGODモードを搭載。このモードは設定L以外の全設定共通で約1/30000の確率で移行し、ミニ液晶の横の左右パネルが発光する。恩恵は5G天井のびっぐぼーなすが最低5セット以上と突入時に50%or80%or90%のいずれかのループストック抽選が確定し、5セット消化後に獲得した分のループストックが放出される。さらに、GODモード滞在中は7テンパイ時にGODのテンパイ音発生でびっぐぼーなす10セット以上が濃厚となる。

### 沖ドキ！BLACK
6.5号機のAT機。純増枚数約3.5枚。30パイ専用機。2024年7月登場。『沖ドキ!GOLD』の後継機だが、前作の筐体パネルのデザインを踏襲していることから前作の派生バージョンにあたる。ゲームシステムは前作を踏襲しているが、純増枚数の増加に伴い、ぼーなす中の消化ゲーム数が減少している。全体的に初当たりが改善され、れぎゅらーぼーなす当選率が若干上がっており、びっぐぼーなす当選率が若干下がった。また、前作ではシリーズ屈指の改悪とされた天国モード突入率も改善されている。
前作金ドキモードを踏襲した黒ドキモードに加えて、裏ドキモードが追加された。本作では、びっぐぼーなす、れぎゅらーぼーなすでのBGMがアレンジされたものが収録されている。

### 沖ドキ！ゴージャス
シリーズ初の6.6号機のAT機。25パイ専用機と30パイ専用機の2種類。2024年12月登場予定。『沖ドキ!BLACK』の後継機にあたるが、タイトルロゴにBLACKが記載されていることから、前作の派生バージョンとも前々作『沖ドキ!GOLD』の後継機ともされる。
有利区間が6000Gに延長され、シリーズ初のツラヌキ要素が追加されたことにより、前作黒ドキモードを踏襲した赤ドキモード突入時点で次回ドキドキモード以上への移行が確定する。

## ゲーム
- 沖ドキ!（iPhone/Androidアプリ、2015年1月）
- 沖ドキ!トロピカル（iPhone/Androidアプリ、2016年2月）
- 沖ドキ!パラダイス（iPhone/Androidアプリ、2016年7月）
- 沖ドキ!バケーション（iPhone/Androidアプリ、2018年7月）
- 沖ドキ!2（iPhone/Androidアプリ、2020年6月）

## 関連商品
- UNIVERSAL SOUND REQUEST VOL.1（2015年5月11日、ユニバーサルエンターテインメント、CRK-002）
- 沖ドキ!オリジナルサウンドトラック（2016年7月25日、ユニバーサルエンターテインメント、CRK-006）